# Волгарево
Волгарево (каз. Волгарево) — озеро в Жамбылском районе Северо-Казахстанской области Казахстана. Находится в 16 км к северо-западу от села Макарьевка и в 4 км к западу от села Ястребинка.
По данным топографической съёмки 1944 года, площадь поверхности озера составляет 1,4 км². Наибольшая длина озера — 1,9 км, наибольшая ширина — 1 км. Длина береговой линии составляет 4,8 км, развитие береговой линии — 1,13. Озеро расположено на высоте 158,6 м над уровнем моря.